# Dorel Mutică
Dorel Mutică (Motru, 1973. március 14. –) volt román válogatott labdarúgó.

## Mérkőzései a román válogatottban
| #  | Dátum            | Ellenfél   | Eredmény | Kiírás              | Esemény |
| -- | ---------------- | ---------- | -------- | ------------------- | ------- |
| 1. | 2000. február 2. | Lettország | 2 – 0    | barátságos mérkőzés | 78'     |
| 2. | 2000. február 4. | Grúzia     | 1 – 1    | barátságos mérkőzés |         |
| 3. | 2000. február 6. | Ciprus     | 2 – 3    | barátságos mérkőzés |         |

## Sikerei, díjai
FC Rapid București:
- Liga I bajnok: 1998-99